# Diospilus morosus
Diospilus morosus är en stekelart som beskrevs av Henry J. Reinhard 1862. Diospilus morosus ingår i släktet Diospilus och familjen bracksteklar. Arten är reproducerande i Sverige. Inga underarter finns listade i Catalogue of Life.